# Andrzej Śliwka
Andrzej Śliwka (ur. 12 października 1988 w Pasłęku) – polski prawnik, urzędnik państwowy i polityk, w latach 2020–2023 podsekretarz stanu w Ministerstwie Aktywów Państwowych, poseł na Sejm X kadencji.

## Życiorys
Syn Wiesława i Ewy. Ukończył studia prawnicze na Wydziale Prawa i Administracji Uniwersytetu Gdańskiego. Odbył też studia podyplomowe z podatków i prawa podatkowego na tej uczelni. Uzyskał uprawnienia radcy prawnego po odbyciu aplikacji w Okręgowej Izbie Radców Prawnych w Warszawie. Pracował w Departamencie Programowania Prac Rządu w Kancelarii Prezesa Rady Ministrów, zasiadał w radzie nadzorczej przedsiębiorstwa Tauron Polska Energia. W 2019 został zatrudniony w Ministerstwie Aktywów Państwowych, był zastępcą dyrektora Departamentu Nadzoru Właścicielskiego I, odpowiadając za nadzór m.in. nad PZU i przedsiębiorstwami energetycznymi. W czerwcu 2020 powołany na stanowisko podsekretarza stanu w tym resorcie.
Wstąpił do Prawa i Sprawiedliwości. W wyborach parlamentarnych w 2023 uzyskał mandat posła X kadencji, kandydując z listy PiS w okręgu elbląskim i otrzymując 32 895 głosy. W związku z tym wyborem odszedł ze stanowiska w administracji rządowej. W Sejmie został członkiem komisji śledczej ds. afery wizowej, a także członkiem Komisji Obrony Narodowej.
W lutym 2024 został kandydatem Prawa i Sprawiedliwości na prezydenta Elbląga w wyborach samorządowych w tym samym roku. W pierwszej turze uzyskał 13 408 głosów (34,69%), zajmując 2. miejsce za kandydatem KO Michałem Missanem i przechodząc do drugiej tury wyborów. Przegrał w niej ze swoim konkurentem, otrzymując 14 863 głosy (42,08%). W październiku tego samego roku wszedł w skład komitetu wykonawczego PiS.